# Diócesis de Pittsburgh
La diócesis de Pittsburgh (en latín: Dioecesis Pittsburgen(sis) y en inglés: Roman Catholic Diocese of Pittsburgh) es una circunscripción eclesiástica latina de la Iglesia católica en Estados Unidos, sufragánea de la arquidiócesis de Filadelfia. La diócesis tiene al obispo Mark Anthony Eckman como su ordinario desde el desde el 4 de junio de 2025.

## Territorio y organización

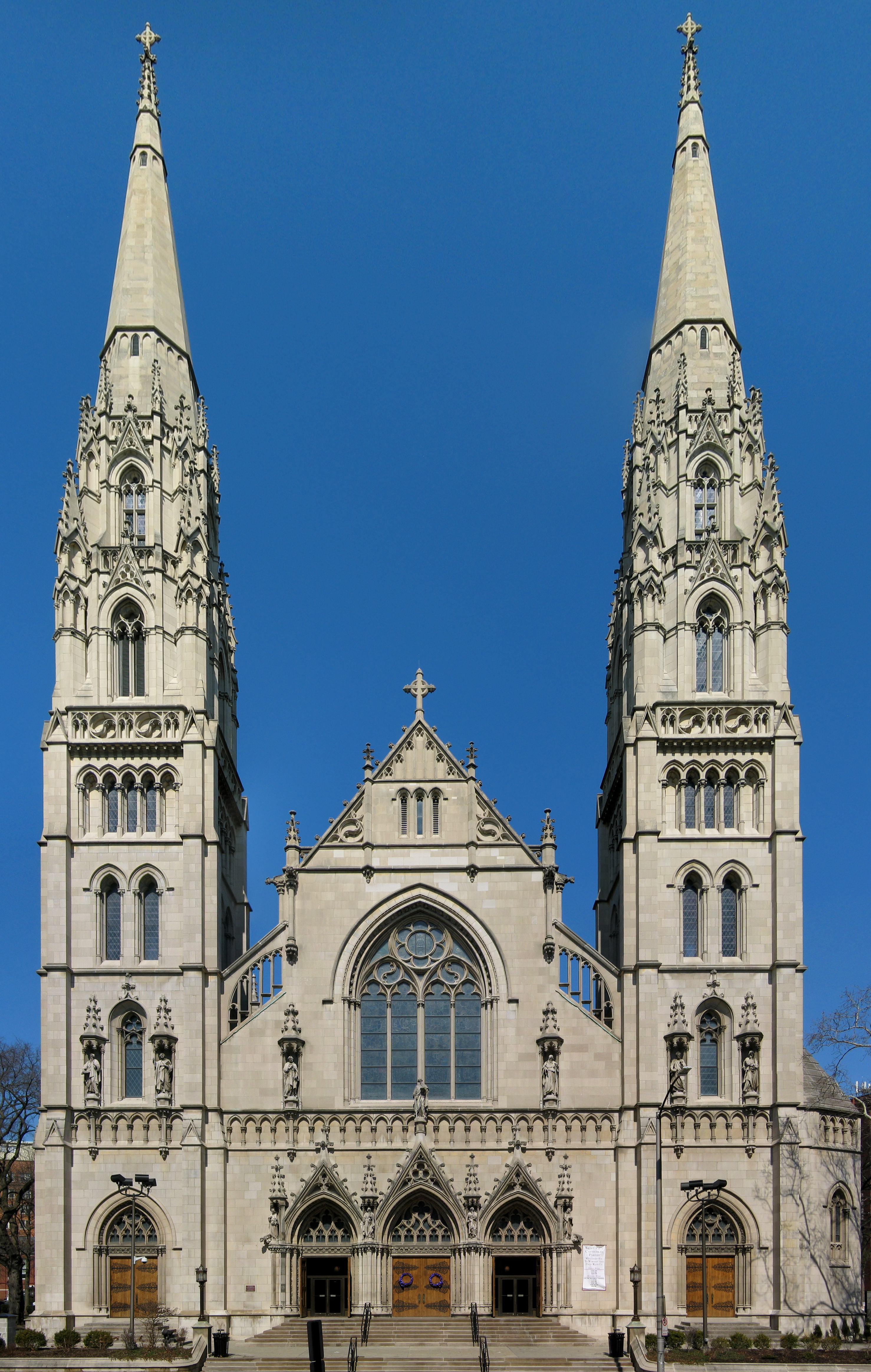
Fachada de la Catedral de San Pablo, sede de la diócesis de Pittsburgh, en Oakland, Pittsburgh.

La diócesis tiene 9722 km² y extiende su jurisdicción sobre los fieles católicos de rito latino residentes en 6 condados del estado de Pensilvania: Allegheny, Beaver, Butler, Greene, Lawrence y Washington.
La sede de la diócesis se encuentra en la ciudad de Pittsburgh, en donde se halla la Catedral de San Pablo.
En 2019 en la diócesis existían 188 parroquias.

## Historia
La diócesis fue erigida el 11 de agosto de 1843 con el breve Universi dominici gregis del papa Gregorio XVI, obteniendo el territorio de la diócesis de Filadelfia (hoy arquidiócesis).
El 29 de julio de 1853 cedió una parte de su territorio para la erección de la diócesis de Erie mediante el breve Ex apostolici muneris del papa Pío IX.
El 11 de enero de 1876 cedió otra parte de su territorio para la erección de la diócesis de Allegheny mediante el breve Quod venerabiles del papa Pío IX, que fue suprimida el 1 de julio de 1889, reintegrándose el territorio a la diócesis de Pittsburgh mediante el breve Ex divisione Pittsburgensis del papa León XIII.
El 30 de mayo de 1901 cedió una parte de su territorio para la erección de la diócesis de Altoona (hoy diócesis de Altoona-Johnstown) mediante el breve Ad supremum Apostolatus del papa León XIII.
El 10 de marzo de 1951 cedió una parte de su territorio para la erección de la diócesis de Greensburg mediante la bula Ex supremi apostolatus del papa Pío XII.

## Estadísticas
De acuerdo al Anuario Pontificio 2020 la diócesis tenía a fines de 2019 un total de 630 033 fieles bautizados.
| Año                                                                             | Población            | Población | Población      | Sacerdotes | Sacerdotes    | Sacerdotes    | Bautizados por sacerdote | Diáconos permanentes | Religiosos | Religiosos | Parroquias |
| Año                                                                             | Bautizados católicos | Total     | % de católicos | Total      | Clero secular | Clero regular | Bautizados por sacerdote | Diáconos permanentes | Varones    | Mujeres    | Parroquias |
| ------------------------------------------------------------------------------- | -------------------- | --------- | -------------- | ---------- | ------------- | ------------- | ------------------------ | -------------------- | ---------- | ---------- | ---------- |
| 1950                                                                            | 805 699              | 2 659 235 | 30.3           | 977        | 726           | 251           | 824                      |                      | 317        | 3370       | 412        |
| 1966                                                                            | 924 088              | 2 306 112 | 40.1           | 883        | 599           | 284           | 1046                     |                      | 454        | 5092       | 316        |
| 1970                                                                            | 924 893              | 2 327 771 | 39.7           | 859        | 536           | 323           | 1076                     |                      | 425        | 5013       | 321        |
| 1976                                                                            | 949 146              | 2 264 071 | 41.9           | 885        | 602           | 283           | 1072                     | 25                   | 389        | 3088       | 321        |
| 1980                                                                            | 912 959              | 2 271 000 | 40.2           | 818        | 575           | 243           | 1116                     | 25                   | 387        | 3000       | 321        |
| 1990                                                                            | 839 070              | 2 163 084 | 38.8           | 785        | 594           | 191           | 1068                     | 26                   | 249        | 2184       | 309        |
| 1999                                                                            | 755 459              | 1 995 320 | 37.9           | 625        | 500           | 125           | 1208                     | 18                   | 47         | 1764       | 218        |
| 2000                                                                            | 754 127              | 1 964 832 | 38.4           | 619        | 496           | 123           | 1218                     | 53                   | 159        | 1707       | 218        |
| 2001                                                                            | 753 147              | 1 939 656 | 38.8           | 603        | 483           | 120           | 1249                     | 54                   | 158        | 1587       | 216        |
| 2002                                                                            | 793 417              | 1 975 373 | 40.2           | 591        | 469           | 122           | 1342                     | 50                   | 161        | 1538       | 215        |
| 2003                                                                            | 812 078              | 1 967 494 | 41.3           | 576        | 453           | 123           | 1409                     | 50                   | 158        | 1458       | 215        |
| 2004                                                                            | 815 719              | 1 966 067 | 41.5           | 560        | 442           | 118           | 1456                     | 49                   | 157        | 1418       | 215        |
| 2013                                                                            | 829 000              | 2 028 000 | 40.9           | 457        | 354           | 103           | 1814                     | 79                   | 135        | 1003       | 204        |
| 2016                                                                            | 847 000              | 2 071 000 | 40.9           | 441        | 335           | 106           | 1920                     | 100                  | 139        | 881        | 200        |
| 2019                                                                            | 630 033              | 1 907 433 | 33.0           | 430        | 332           | 98            | 1465                     | 92                   | 114        | 746        | 188        |
| Fuente: Catholic-Hierarchy, que a su vez toma los datos del Anuario Pontificio. |                      |           |                |            |               |               |                          |                      |            |            |            |

## Episcopologio
- Michael O'Connor, S.I. † (11 de agosto de 1843-29 de julio de 1853 nombrado obispo de Erie)
  - Joshua Maria (Moody) Young † (29 de julio de 1853-? renunció)[9] (obispo electo)
- Michael O'Connor, S.I. † (20 de diciembre de 1853-20 de mayo de 1860 renunció)[10] (por segunda vez)
- Miguel Domenec, C.M. † (28 de septiembre de 1860-11 de enero de 1876 nombrado obispo de Allegheny)
- John Tuigg † (11 de enero de 1876-7 de diciembre de 1889 falleció)
- Richard Phelan † (7 de diciembre de 1889 por sucesión-20 de diciembre de 1904 falleció)
- John Francis Regis Canevin † (20 de diciembre de 1904 por sucesión-9 de enero de 1921 renunció[11])
- Hugh Charles Boyle † (16 de junio de 1921-22 de diciembre de 1950 falleció)
- John Francis Dearden † (22 de diciembre de 1950 por sucesión-18 de diciembre de 1958 nombrado arzobispo de Detroit)
- John Joseph Wright † (23 de enero de 1959-1 de junio de 1969 renunció)
- Vincent Martin Leonard † (1 de junio de 1969-30 de junio de 1983 retirado)
- Anthony Joseph Bevilacqua † (7 de octubre de 1983-8 de diciembre de 1987 nombrado arzobispo de Filadelfia)
- Donald William Wuerl (11 de febrero de 1988-16 de mayo de 2006 nombrado arzobispo de Washington)
- David Allen Zubik (18 de julio de 2007- 4 de junio de 2025 retirado)
- Mark Anthony Eckman, desde el 4 de junio de 2025